# Usina

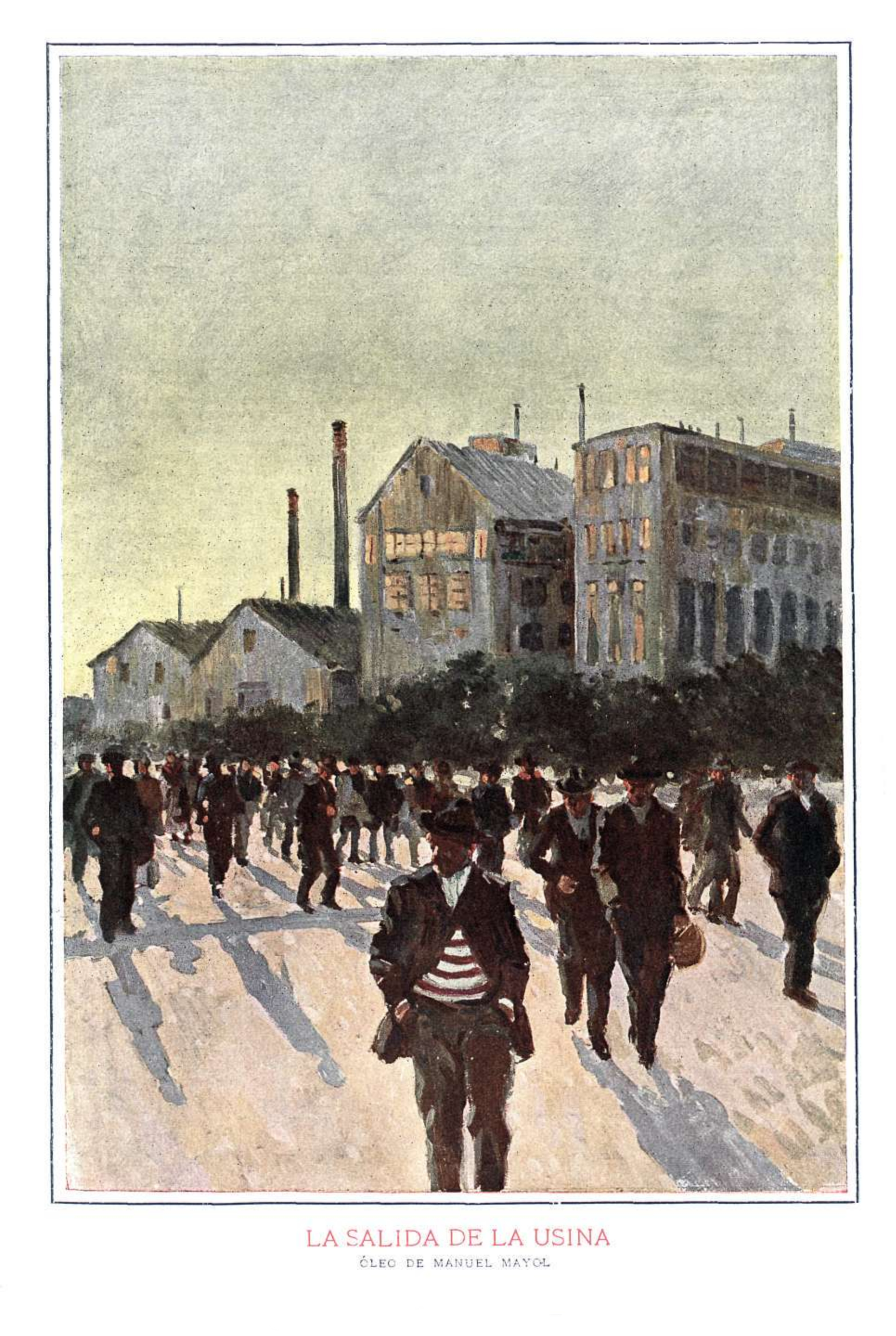
«La salida de la usina». Reproducción de una pintura de Mayol en la revista argentina Caras y Caretas (1917)

En Argentina, Bolivia, Chile, Paraguay y Uruguay, una usina es un recinto industrial cuya producción se relaciona principalmente con la generación de energía, minería, siderurgia, refinerías y, en general, cualquier edificación en la cual se desarrolla algún tipo de especialidad industrial de grandes proporciones.
En varios países de Hispanoamérica, la voz «usina», tomada del francés usine, designa una instalación industrial importante. Bajo la forma de uisine y con variantes muy antiguas de dialectos del norte de Francia (ouchine, oeuchine), el vocablo se alteró en usine. El origen etimológico parece ser la palabra latina officina (taller). En el francés actual es el término más utilizado para designar una fábrica.